# 361764 Antonbuslov
361764 Antonbuslov este o planetă minoră (asteroid) din Inner Main Belt⁠(d). A fost descoperită pe 6 ianuarie 2008 la Zelenciukskaia⁠(d) de Spețialnaia astrofiziceskaia observatoria RAN⁠(d) și a fost numită după Anton Buslov⁠(d). 
Obiectul prezintă o orbită caracterizată de o semiaxă mare de 1,8838697709951 UAi, o excentricitate de 0,09, o înclinație de 18,8 ° în raport cu ecliptica.